# جیم هنکس
جیم هنکس (انگلیسی: Jim Hanks؛ زادهٔ ۱۵ ژوئن ۱۹۶۱) یک هنرپیشه، و صدا پیشه اهل ایالات متحده آمریکا است. وی که برادر تام هنکس است، از سال ۱۹۹۲ میلادی تاکنون مشغول فعالیت بوده‌است.